# Tramlijn I³
Tramlijn I³ van de Haagse Tramweg Maatschappij (HTM) is een voormalige elektrische tramlijn op de route Den Haag - Rijswijk en later door naar Voorburg. De letter I stond voor intercommunaal en gaf aan dat het traject gedeeltelijk buiten de grenzen van de gemeente 's-Gravenhage voerde. De lijnaanduiding I³ stond vermeld op de haltes en lijnkaarten, maar niet op de trams. Lijn I³ was aanvankelijk een lokaaldienst (versterkingslijn) voor tramlijn I¹ van Den Haag naar Delft en kreeg pas in 1933, bij de verlenging naar Voorburg, een zelfstandiger taak.

## Geschiedenis

### 1923-1963
- 7 februari 1923: Lijn I³ werd geopend op het traject Huygensplein – Oranjelaan (Rijswijk).
- 14 april 1927: De lijn werd van het Huygensplein verlengd naar het Plein.
- 4 maart 1931: Het eindpunt Oranjelaan (Rijswijk) werd verlegd naar de Cromvlietkade bij de Geestbrugweg (Rijswijk).
- 28 oktober 1933: Lijn I³ werd doorgetrokken van Rijswijk naar Voorburg. Het eindpunt kwam op de Prinses Mariannelaan / Laan van Middenburg.
- 16 maart 1934: Het eindpunt in Voorburg werd verlegd naar het NS-station Voorburg.
- 5 augustus 1940: Het eindpunt Plein werd op last van de Duitse bezetter verlegd naar de Turfmarkt.
- 17 november 1944: De dienst op alle Haagse tramlijnen werd gestaakt vanwege energieschaarste.
- 11 juni 1945: De dienst op lijn I³ werd hervat op het traject Turfmarkt – Station Voorburg.
- 20 oktober 1963: Lijn I³ werd vervangen door tramlijn 36 over exact dezelfde route.

### Na lijn I³
De route van Rijswijk naar Station Voorburg werd vanaf 20 oktober 1963 bereden door lijn 36 en vanaf 22 mei 1966 door lijn 10. Doordat al sinds 1971 de frequent rijdende buslijn 23 hetzelfde traject volgt, is het aantal tramreizigers gestaag afgenomen. Daarom is lijn 10 op 14 december 2003 omgezet in een spitsuurlijn. Per 9 december 2011 volgde de volledige opheffing van het traject van de voormalige lijn I³ naar Voorburg. De tramsporen tussen Rijswijk Herenstraat en Station Voorburg blijven bruikbaar voor het geval lijn 1 en/of lijn 15 niet hun normale route kunnen volgen.